# 薩曼王朝
薩曼王朝（波斯語：سامانیان，羅馬化：Sāmāniyān，也叫薩曼帝國或薩曼酋長國，英语中也稱「Samanids」）是一個在於公元819年到999年間的遜尼派穆斯林主导的伊朗帝國。其疆域主要集中在呼羅珊以及河中地區；版圖最大時涵蓋今日阿富汗全境、伊朗大部分、塔吉克、土庫曼、烏茲別克、吉爾吉斯、以及哈薩克和巴基斯坦部分地區。
薩曼王朝由四兄弟所建立——努阿·本·阿薩德、艾哈邁德·本·阿薩德、叶海亚·本·阿薩德、伊利亞斯·本·阿薩德，每位統治自己的領地，都以阿拔斯王朝為宗主國。伊斯梅爾·本·艾哈邁德（在位期間公元892年到907年在位）在公元892年將四領地統一，薩曼人的封建制度時期結束。薩曼王朝脫離阿拔斯王朝而獨立。
薩曼王朝是伊朗人中興中的一部分，波斯化社會的文化和身份在此期間誕生，讓伊朗語言和傳統進入伊斯蘭世界，後來更導致突厥-波斯文化形成。
薩曼王朝促進藝術、科學、和文學發展，因此能吸引像魯達基、菲爾多西、和伊本·西那等學者前往。薩曼王朝統治之時，布哈拉和巴格達互爭光輝。學者們注意到，薩曼王朝在復興波斯語及文化上，比白益王朝和薩法爾王朝的功勞更勝一籌，王朝也同時繼續贊助阿拉伯語的科學和宗教研究。王朝統治者認為自己是薩珊王朝的後裔。薩曼王朝朝廷在一項著名的勒令中宣示：“在此地，使用的語言是波斯語，而君王是波斯人。”

## 歷史

### 起源
薩曼王朝由萨曼·胡达建立，他是8世紀的波斯貴族，其後裔（薩曼家族）後來成為波斯（薩曼王朝）的統治者。薩曼·胡達出身於今日阿富汗北部巴爾赫薩曼村的德干（擁有土地的富裕地主）階級。薩曼家族最早應來自呼羅珊，而非河中地區。在某些資料中，薩曼家族被說是伊朗七大家族之中米黑蘭家族中巴赫拉姆六世的後裔。也有人稱薩曼家族是烏古斯人的後裔，但真實性很小。萨曼·胡达最初是祆教信徒，他在倭馬亞王朝的阿萨德·伊本·阿卜杜拉·盖斯里擔任呼羅珊總督期間皈依伊斯蘭教，並將自己長子以總督之名取名為阿薩德。後來在公元819年，呼羅珊總督加桑·伊本·阿布巴德（Ghassan ibn Abbad）因在討伐拉菲·伊本·萊伊斯叛亂時得到薩曼家族協助，而獎勵阿薩德的四個兒子-Nuh分得撒馬爾罕、Ahmad分得費爾干納、Yahya分得塔什干、Ilyas分得赫拉特，薩曼王朝從此肇始。

### 興起

#### 赫拉特分支（公元819年到857年）
Ilyas於公元856年過世，由兒子易卜拉欣·伊本·伊利亞斯即位，塔希爾王朝在呼羅珊的總督默罕默德·伊本·塔希爾任命易卜拉欣為指揮官，遠征在錫斯坦的薩法爾王朝統治者雅庫布·薩法爾。公元857年，易卜拉欣在普桑（Pushang）附近的戰役中失敗，而逃往內沙布爾，被雅庫布·薩法爾俘虜，送往錫斯坦作為人質。

#### 河中地區分支（公元819年到892年）

呼羅珊和河中地区地圖.

公元839年/40年，Nuh從乾草原游牧異教徒乌古斯人（突厥人）手中奪下塞蘭。並在城市周圍建築城牆以做保護。他在公元841年/2年去世后，他的兩個兄弟Yahya和Ahmad被塔希爾王朝的呼羅珊的總督任命為這座城市的聯合統治者。Yahya在公元855年過世後，Ahmad控制查克（現代塔什干附近），成為控制大部分河中地區的統治者。他在公元864年/5年過世；他兒子納斯爾一世接收費爾干納和撒馬爾罕，而另一子雅庫布（Ya'qub）則接收查克。在此同時，塔希爾王朝受到薩法爾王朝統治者雅庫布·薩法爾數次挫敗之後，權威大幅削弱，而失去對薩曼家族的控制，薩曼家族因而或多或少享有獨立的地位。納斯爾一世藉此機會將他兄弟伊斯梅爾·本·艾哈邁德派往布哈拉，以增強自己的威信，当时布哈拉在遭受花剌子模的阿夫里格王朝突袭後，已處於不穩定狀態。伊斯梅爾到達這座城市時，受到當地居民熱烈歡迎，被視為可恢復秩序的人。
不久後，兩兄弟間因稅賦而意見分歧，最後導致衝突。伊斯梅爾最終在鬥爭中獲勝，而控制薩曼王朝。然而，納斯爾一世因曾致力耕耘河中地區，阿拔斯王朝仍認他為正統統治者。伊斯梅爾也得繼續承認這種情況，但納斯爾一世在當地已無影響力，這種情況維持到他在公元892年8月過世而結束。

### 統一和拓展（公元892年到907年）

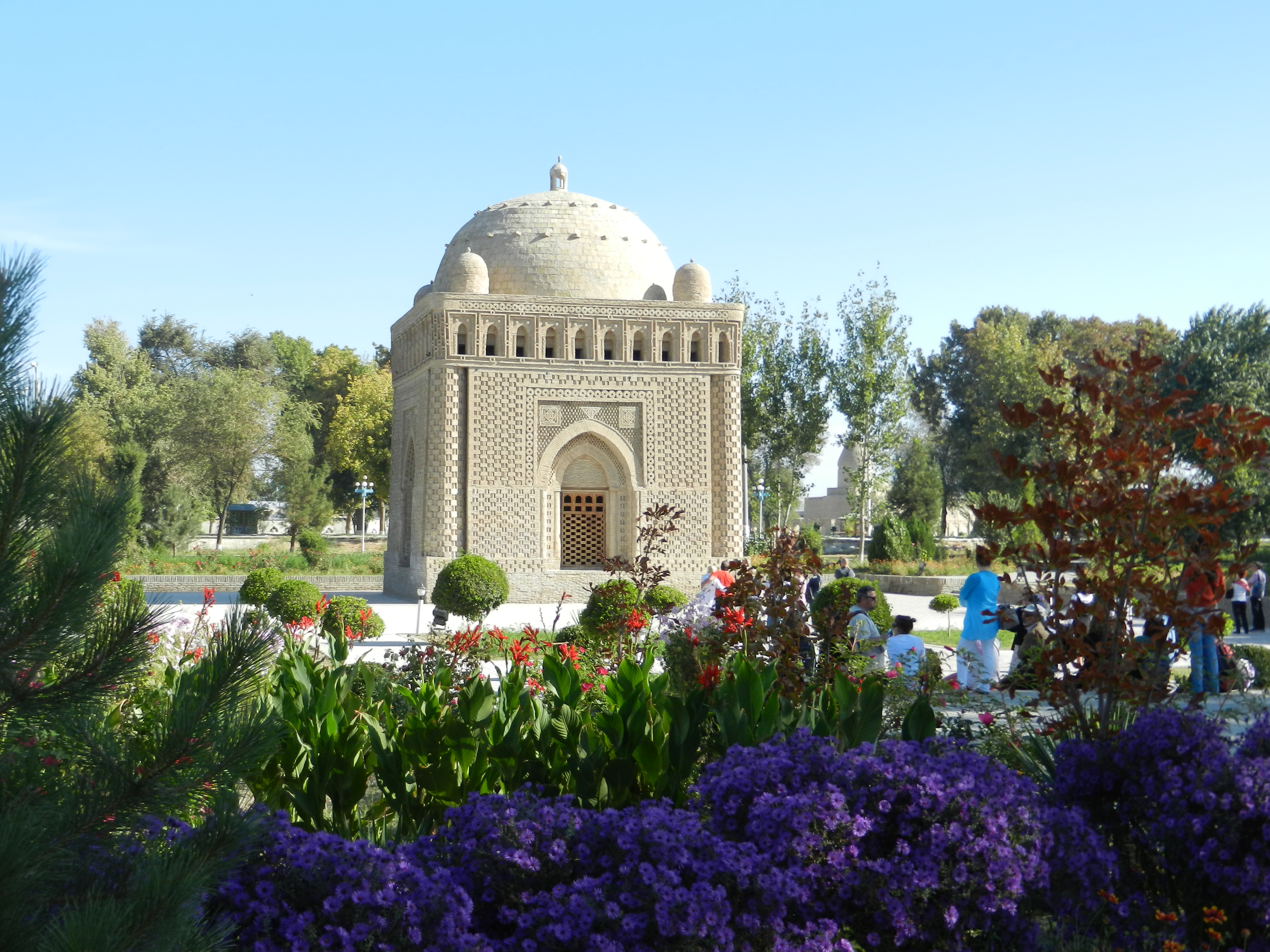
薩曼王朝時期陵墓，伊斯梅爾·本·艾哈邁德葬於此。

幾個月後，雅庫布·薩法爾也過世，由他的兄弟阿瑪·伊本·阿爾-雷斯繼任，後者將自己視為塔希爾王朝繼承人，因此宣稱自己擁有河中地區、呼羅珊、和伊朗其他地區。他並強迫阿拔斯王朝的哈里發承認他是這些領土的統治者。公元900年春天，他與伊斯梅爾在巴爾赫附近發生衝突（請參考巴爾赫之战），但戰敗並被虜。伊斯梅爾隨後將他送往巴格達，然後在那裡將他處決。此後，哈里發將伊斯梅爾視為呼羅珊和河中地區的統治者。此外，他還被授職治理塔巴里斯坦、雷伊、和伊斯法罕。他在此時也迫使阿夫里格王朝屈服。
在對阿夫里格王朝取得重大勝利之前，他曾在河中地區進行多次遠征。他在公元892年奪取烏什魯薩納公國所有土地，終結這個王朝。在同一時期，他也把在布哈拉的布哈拉胡達斯家族統治終結。公元893年，他入侵葛邏祿突厥人的領土，佔領塔拉茲，並將那裡的東方教會教堂轉為清真寺使用。
公元900年，伊斯梅爾派穆罕默德·伊本·哈倫·薩拉克西（Muhammad ibn Harun al-Sarakhsi）領導軍隊，攻擊统治塔巴里斯坦和戈爾甘的阿拉菲德王朝，入侵成功后，統治者穆罕默德·伊本·扎恩德被殺，塔巴里斯坦受到征服。但不久有位名為穆罕默德·本·哈倫的人起而反抗，迫使伊斯梅爾在第二年再次入侵該地區。穆罕默德·本·哈倫隨後逃往德萊木，伊斯梅爾至此將塔巴里斯坦和戈爾甘重新征服。薩法爾王朝第二任统治者阿瑪·伊本·阿爾-雷斯在公元901年的巴爾赫戰役中被薩曼王朝軍隊擊敗後，薩法爾王朝淪為偏處錫斯坦的小附庸國。薩曼帝國的國力在此時達到高峰，領土向西到達加茲溫，東方到達白沙瓦。
伊斯梅爾在歷史上被認為是能幹的軍事將領和強勢的統治者。有許多用阿拉伯語和波斯語所撰寫有關他的故事。此外，由於他在北方的戰役所向披靡，他的帝國毋庸顧慮敵人入侵，以至於在布哈拉和撒馬爾罕的防禦設施都未曾用過。但這也產生不良後果；在王朝末年，当薩曼王朝經常受到喀喇汗國和其他敵人的攻擊时，那些曾经堅固，但此時已傾頹的城牆已无法保護薩曼王朝。
伊斯梅爾於公元907年11月去世，由他兒子艾哈邁德·薩瑪尼（在位時期公元907年到914年）繼位。

### 中期（公元907年到961年）
艾哈邁德·薩瑪尼登基後不久便入侵錫斯坦。錫斯坦到公元911年已受薩曼王朝完全控制，艾哈邁德·薩瑪尼的表弟阿布·薩利赫·曼蘇被任命為當地總督。同時，一個名為哈桑·烏特魯斯（Hasan al-Utrush）的阿拉菲德人在塔巴里斯坦緩慢重建阿拉菲德王朝。公元913年，艾哈邁德·薩瑪尼派穆罕默德·伊本·薩盧克（Muhammad ibn Sa'luk）率領軍隊與哈桑·烏特魯斯交戰。雖然薩曼王朝的軍隊規模龐大，仍敗於哈桑·烏特魯斯。第二年，艾哈邁德·薩瑪尼在計劃再次遠征塔巴里斯坦之前，被幾個奴隸在布哈拉附近的帳篷中殺害。據說艾哈邁德·薩瑪尼在位期間將宮廷用語從波斯語改為阿拉伯語，因不受臣民歡迎，而被迫改回使用波斯語。艾哈邁德·薩瑪尼死後由八歲兒子納斯爾二世（在位期間約公元914年到943年）繼位。

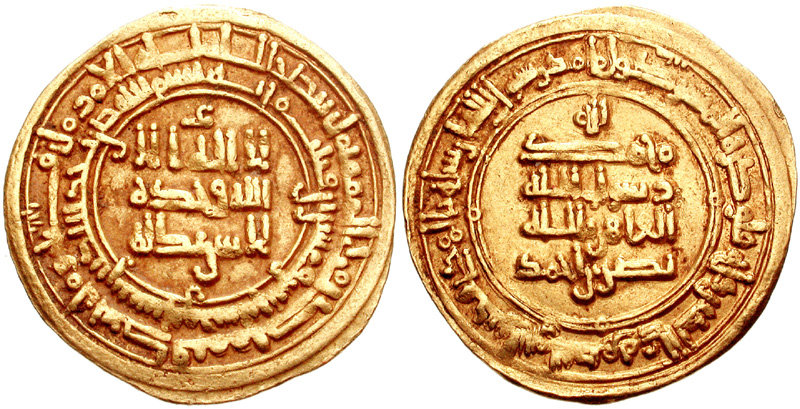
納斯爾二世(公元933年/4年)在內沙布爾鑄造的錢幣。

由於納斯爾二世年紀小，絕大部分國家事務有他的總理阿布·阿卜杜·安拉·賈哈尼（Abu'Abd-Allah al-Jaihani）負責處理。賈哈尼不僅是位經驗豐富的管理者，也是一位傑出的地理學家，學問淵博。納斯爾二世登基後不久，爆發幾次叛亂，最危險的一次是在他父親的叔叔，伊沙克·伊本·艾哈邁德（Ishaq ibn Ahmad）领导下的叛亂，他佔領撒馬爾罕並在當地鑄造錢幣，而他的兒子阿布·薩利赫·曼蘇爾（Abu Salih Mansur）則佔領內沙布爾和幾個在呼羅珊的城市。伊沙克最終被擊敗而被俘，而他兒子阿布·薩利赫·曼蘇爾在公元915年因自然原因過世。一段時間後，納斯爾二世必須再次處理叛亂事件。公元919年，呼羅珊總督侯賽因·伊本·阿里·馬爾瓦魯迪（Husayn ibn Ali Marvarrudhi）叛變。納斯爾二世派遣艾哈邁德·伊本·薩爾率軍鎮壓并獲勝。然而幾個星期後，艾哈邁德本人在內沙布爾發動叛變，入侵戈爾甘，然後在梅爾夫設防固守，以迎戰薩曼王朝軍隊。但是薩曼王朝將軍哈穆亞·伊本·阿里（Hamuya ibn Ali）設法將艾哈邁德誘離梅爾夫，並在馬爾·魯德戰役中將其擊敗。艾哈邁德被虜，送往布哈拉關押，他在公元920年過世。
在西部，納斯爾二世與德萊木和吉蘭統治者發生幾次衝突。公元921年，在吉蘭統治者莉莉·伊本·努曼統治下的阿拉菲德人入侵呼羅珊，但被薩曼王朝的辛朱立德突厥人將軍辛朱·阿爾-達瓦提所擊敗。公元930年後半，德萊木的軍事將領馬坎·伊本·卡基佔領塔巴里斯坦和戈爾甘，甚至佔領呼羅珊西部的內沙布爾。但由於薩曼尼帝國軍力的壓力，他一年後被迫撤回塔巴里斯坦。馬坎·伊本·卡基在塔巴里斯坦被齊亞爾王朝統治者馬爾達維擊敗，同時馬爾達維設法征服整個區域。公元935年，納斯爾二世在戈爾甘重獲控制權，並安排馬爾達維的繼任者伏什米爾（Vushmgir）作附庸。但伏什米爾在公元939年宣布獨立，次年他在伊斯哈巴德戰役中被薩曼王朝擊敗。
公元943年，幾名薩曼王朝軍官憤於納斯爾二世支持伊斯瑪儀派傳教士，因而陰謀暗殺國王。但納斯爾二世的兒子努阿一世（Nuh I）獲知後假裝參與共謀，然後在一場陰謀者的聚會中將領導人砍頭。努阿一世為安撫其他軍官，答應阻止伊斯瑪儀派傳教士繼續傳教。並勸服他父親退位，納斯爾二世幾個月後因肺結核而過世。
努阿一世登基時，花剌子模發生叛亂，他設法將叛亂壓制。公元945年下半年，他必須與穆赫塔基德家族的統治者阿布·阿里·查加尼交手，後者拒絕將他呼羅珊總督的職位放給易卜拉欣·伊本·辛朱。隨後，阿布·阿里·查加尼發動叛亂，有幾位著名人物加入，例如阿布·曼蘇·穆罕默德，阿布·阿里·查加尼任命他為軍隊總司令。公元947年，阿布·阿里·查加尼在布哈拉將努阿一世的叔叔易卜拉欣·伊本·艾哈邁德立為布哈拉的埃米爾。易卜拉欣隨後返回石汗那的領地。但他不受布哈拉人民的歡迎，努阿一世很快採取報復行動，他把布哈拉奪回，並把易卜拉欣·伊本·艾哈邁德和他兩個兄弟的眼睛弄瞎。
當布哈拉被努阿一世奪回的消息傳到阿布·阿里·查加尼耳中，他再次向布哈拉進軍，但被努阿一世派遣的軍隊擊敗，而撤回石汗那。一段時間後，他離開該地區，並試圖從其他薩曼王朝的附庸國中取得支持。同一時間，努阿一世大肆破壞石汗那地區，並洗劫其都城。不久後，阿布·阿里·查加尼和薩曼王朝的軍隊在巴克特里亞又發生另一場戰鬥，由薩曼王朝取得勝利。幸好阿布·阿里·查加尼已獲得其他薩曼王朝附庸國，例如胡塔爾的統治者，和庫米吉山地部落（Kumiji mountain people）的支持，但最終與努阿一世諦和，後者讓他保有石汗那，條件是將他兒子阿布·穆紮法爾·阿卜杜拉（Abu'l Muzaffar Abdallah）送往布哈拉作為人質。

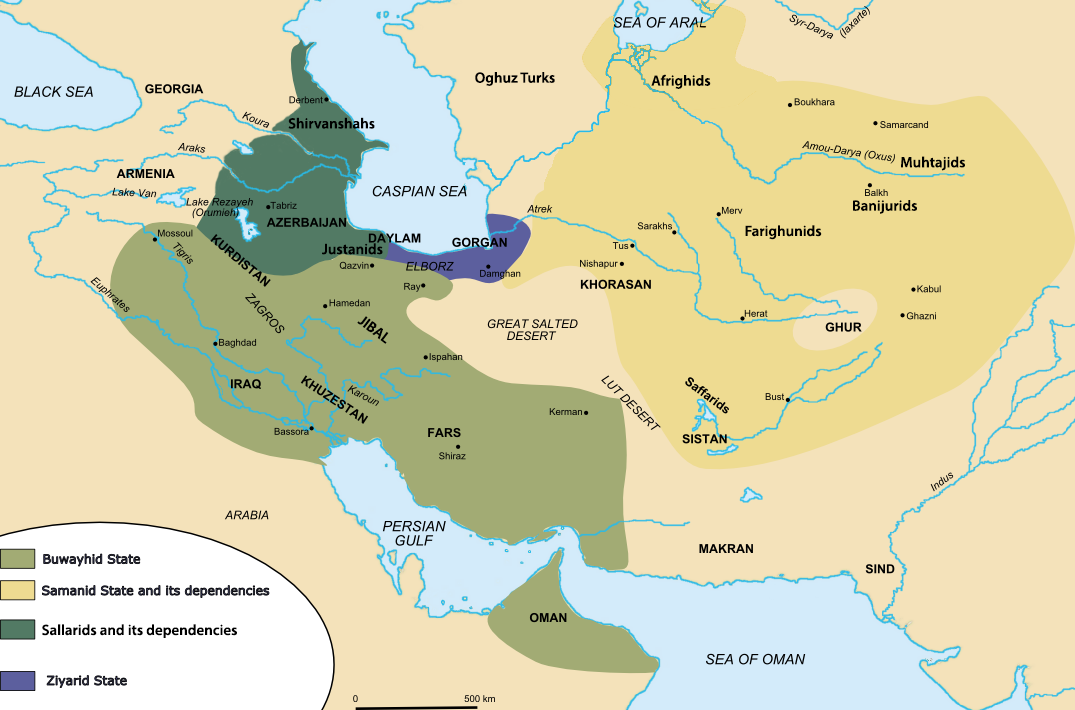
10世纪中期的伊朗。

薩曼王朝名義上的附庸國阿爾普特勤於公元962年從拉維克王朝手中征服加茲尼。統治加茲尼的第五任指揮官是蘇布克特勤，他統治加茲尼前後有20年，直到回曆387年/公元997年為止，他的陵墓碑文寫有al-ḥājebal-ajall（最尊貴的指揮官）的頭銜。薩曼王朝在公元990年代衰敗之後，蘇布克特勤在當地建立一個獨立王朝。

### 衰敗與隕落（公元961年–999年）
薩曼王朝在公元10世紀下半葉開始瓦解。公元962年，呼羅珊的軍事指揮官阿爾普特勤（奴隸軍人出身）奪下加茲尼，並在那裡盤踞。阿爾普特勤的繼任者，包括蘇布克特勤，仍然擔任薩曼王朝的“總督”。隨著衰弱的薩曼王朝面臨與喀喇汗國爭奪河中地區，挑戰日益嚴峻，蘇布克特勤後來控制阿姆河以南的所有省份，並建立加茲納維德王朝。
一位名為阿里特勤（又稱Ali Tigin）的喀喇汗國人（葛邏祿部族聯盟蘇丹至尊首領薩圖克·博格拉汗的孫子）在公元992年佔領薩曼王朝首都布哈拉。但阿里特勤不久後去世，薩曼王朝重新夺回布哈拉。公元999年，阿里特勤的外甥纳赛尔·阿厮兰伊利克（Nasr b. Ali）返回，在幾乎沒遭遇抵抗的情況下再度奪下布哈拉。薩曼王朝的領土由加茲納維德王朝和喀喇汗國瓜分，前者得到呼羅珊和阿富汗，後者得到河中地區。阿姆河成為兩個敵對陣營的分界線。

### 伊斯瑪伊·蒙塔西爾復興未果
伊斯瑪伊·蒙塔西爾是努阿二世的么子，喀喇汗國在公元999年攻陷布哈拉時，他遭到囚禁。一段時間之後，伊斯瑪伊·蒙塔西爾設法逃到花剌子模，並在那裡獲得支持，然後將喀喇汗人趕出布哈拉，繼而收復撒馬爾罕。然而，喀喇汗國的軍隊回頭進逼，伊斯瑪伊·蒙塔西爾必須放棄所有的領土，而前往呼羅珊，他在那裡佔領內沙布爾。由於喀喇汗國的軍隊進入呼羅珊，伊斯瑪伊·蒙塔西爾必須再次逃離。

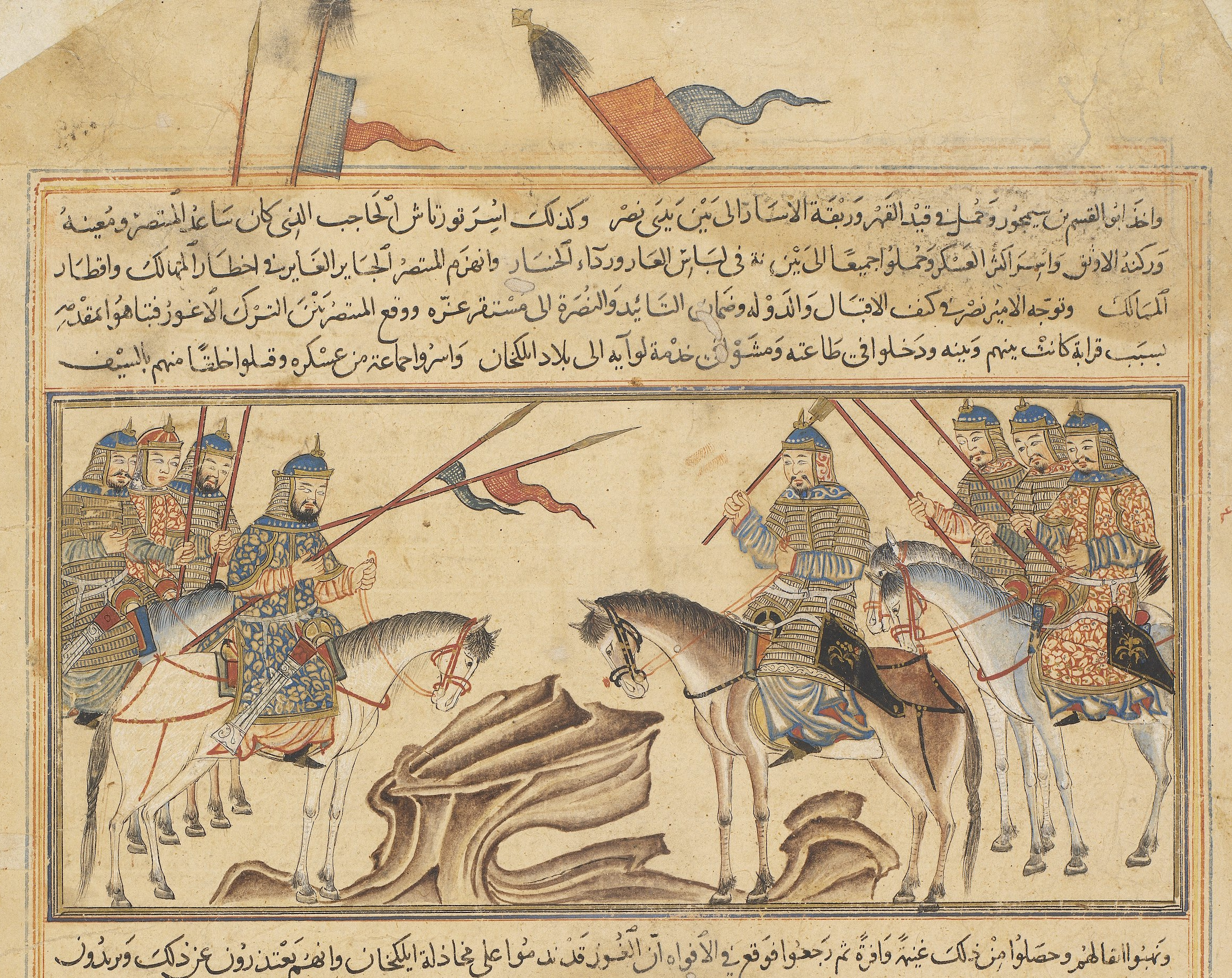
藝術作品 - 戰鬥中的伊斯瑪伊·蒙塔西爾。

伊斯瑪伊·蒙塔西爾在公元1003年回到河中地區，他向扎拉夫尚山谷的烏古斯人請求並獲得援助。即使在喀喇汗國的納斯爾·汗參與作戰的情況下，伊斯瑪伊·蒙塔西爾和他的盟友仍在數場戰鬥中獲勝。但是基於各種原因讓伊斯瑪伊·蒙塔西爾感到無法依靠烏古斯人協助恢復失土，於是他又回到呼羅珊。他試圖獲得伽色尼的馬哈茂德支持，協助他復興薩曼王朝，但未有結果。此後一段時間，他再度回扎拉夫尚山谷，而又得到烏古斯人和其他部族的支持。他們在公元1004年擊敗一支喀喇汗國的軍隊，但在隨後另一場戰鬥中，烏古斯人卻遺棄伊斯瑪伊·蒙塔西爾而去，他的軍隊隨之瓦解。
伊斯瑪伊·蒙塔西爾再次逃往呼羅珊，於公元1004年底試圖重新進入河中地區但為喀喇汗國阻止，伊斯瑪伊·蒙塔西爾在戰鬥中幾乎被殺。此後，他尋求梅爾夫附近一個阿拉伯部落的款待。然而部落首領在公元1005年將伊斯瑪伊·蒙塔西爾殺害。伊斯瑪伊·蒙塔西爾的去世標誌著復興薩曼王朝的嘗試終告失敗。薩曼王朝家族的後代繼續留河中地區，在那裡享有不錯的聲望，但權力已相對削弱。

### 伊朗人中興
薩曼王朝與其他幾個王朝一樣，是伊朗人伊朗間奏曲（或稱“伊朗人文藝復興”）的一部分。此一時期的政治和文化方面，被描述對伊斯蘭文明的形成具有重要的意義。從政治角度看，它有效將阿拔斯王朝權力瓦解，並有薩曼王朝和白益王朝等繼任國家的崛起，而在文化方面，新的波斯語興起，在行政和文學上受到廣泛的採用。

## 文化

### 政府

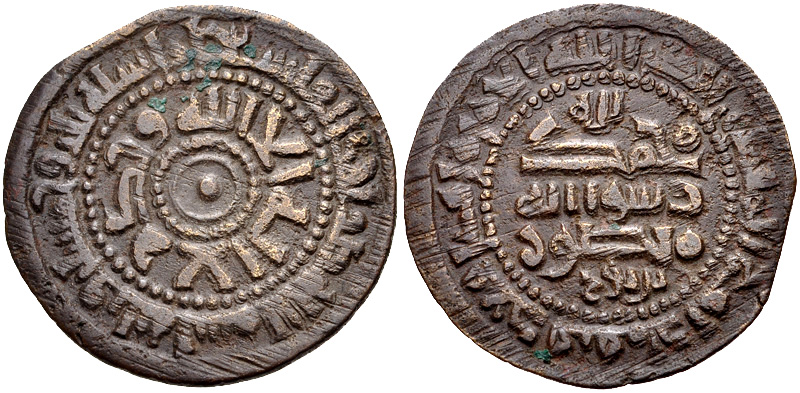
在布哈拉鑄造的硬幣，有曼蘇一世的字樣

薩曼王朝政府仿效阿拔斯王朝的系統建構，阿拔斯王朝的系統則是仿效薩珊王朝建構 。國家統治者是埃米爾，各省由經任命的總督或當地附庸統治者治理。總督和當地統治者的主要職責是收稅，並在需要時提供軍隊給薩曼尼德君王。薩曼王朝最重要的省份是呼羅珊，當地一開始是交給王朝統治者的親戚，或是當地附庸統治者的君主（例如穆赫塔基德家族）治理，後來又交給皇帝最信賴的奴隸之一治理。呼羅珊的總督通常也是西帕-薩拉（軍隊總司令）。
突厥族奴隸在薩曼王朝，如同在阿拔斯王朝一樣，可升任高等職務，這情況有時會導致突厥族奴隸篡奪政權，讓皇帝幾近成為傀儡的程度。

### 推廣文化和宗教
薩曼王朝通過屈尊厚待學者如魯達基、默罕默德 波拉米、和達齊齊而將波斯文化復興。薩曼王朝堅定推廣伊斯蘭教的遜尼派，並壓制伊斯瑪儀派及什叶派（Shiism)，但對十二伊瑪目派則相對寬容。薩曼王朝把伊斯蘭建築和伊斯蘭波斯文化引導深入中亞心臟地區。在公元9世紀把古蘭經首次完全翻譯成波斯語之後，薩曼王朝統治下的人們開始大批皈依伊斯蘭教。
信奉祆教的人之前曾遭受阿拔斯王朝的壓制，根據公元10世紀阿拉伯歷史學家馬蘇第的說法，薩曼王朝仍擁有火神廟，這些火神廟到今日仍然受祆教信徒的膜拜。薩曼王朝信奉遜尼派伊斯蘭教，但他們與之前的帝國相比，對祆教的容忍度要高很多。
通過熱心的傳教士努力，有多達30,000個帳篷的突厥人來皈依伊斯蘭教，後來在加茲納維德王朝統治下的哈乃斐派也讓超過55,000個帳篷的突厥人皈依。
農業和貿易是薩曼王朝的經濟基礎。薩曼人大量從事貿易活動 - 甚至遠赴歐洲，在波羅的海和斯堪地那維亞地區的國家發現數以千計薩曼王朝的錢幣，即為印證。
薩曼王朝對伊斯蘭藝術史的另一項持久貢獻，是被稱為薩曼書法銘文器皿（Samanid Epigraphic Ware）的陶器，在以白胚燒製的盤子、碗、和水壺之上，僅繪上書法，通常以優美而有節奏的方式書寫。所使用的阿拉伯短語通常是通俗的祝福語，或者是有關餐桌禮儀的伊斯蘭教誡。

### 文學

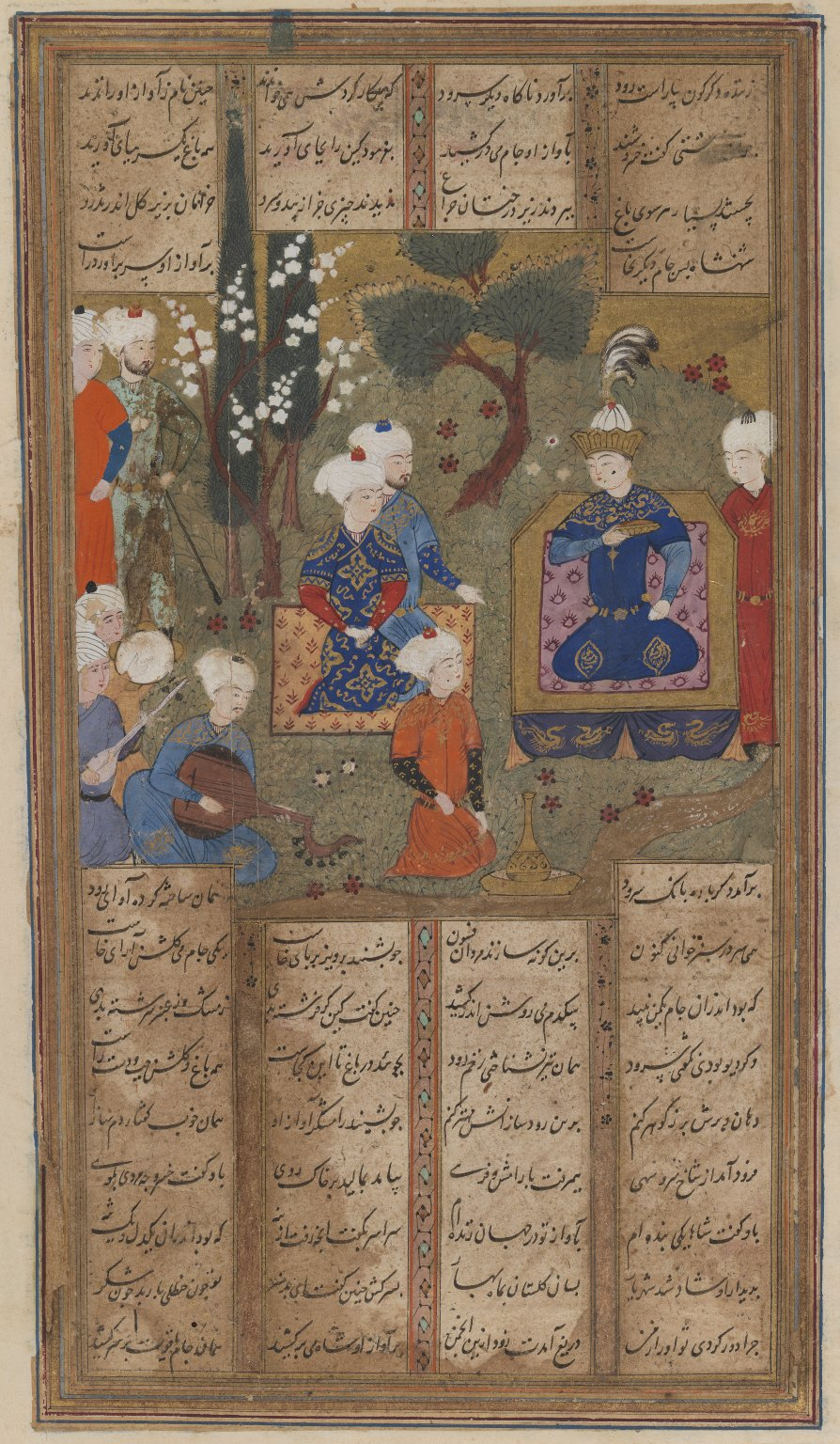
薩珊王朝君主霍斯勞二世和朝臣在花園中，出自15世紀晚期或16世紀初期《列王纪》手稿中的一頁。布魯克林博物館收藏。

文學作品在公元9世紀和10世紀大量產生，大部分是以詩歌方式呈現。波斯文學在薩曼王朝時期才在河中地區出現，並得到正式認可。因此伊斯蘭新波斯文學的發展是始於河中地區和呼羅珊，而不是位於現代伊朗西南方波斯人的故鄉法爾斯。薩曼王朝時期最著名的詩人是魯達基（卒於公元941年），達齊齊（卒於公元977年），和菲爾多西（卒於公元1020年）。
雖然波斯語是當時最通行的語言，但阿拉伯語繼續享有崇高地位，並在薩曼皇族的成員中普遍使用。例如，塔哈利比撰寫阿拉伯語選集，名為Yatimat al-dahr（“獨特的珍珠”）。選集的第四部分詳細介紹生活在薩曼王朝時代的詩人。這部選集還指出在花剌子模的詩人中，大多使用阿拉伯語寫作。
魯達基是公認波斯古典詩歌的奠基人，深具洞察力，他出生於今日屬於塔吉克的潘加肯特區的潘加肯特Panjrudak村。魯達基在詩歌、嗓音、和演奏滄（類似於豎琴的伊朗樂器）的精湛技巧，讓他在早年就廣受歡迎。不久就被邀請進入薩曼宮廷，此後餘生都留在宮廷裡面。他的詩歌作品只有不到2,000件得以留存，但已足夠證明他出色的詩歌技巧 - 他讓中世紀波斯詩歌的所有基本形式，譬如馬特納威、蓋綏達、加扎勒、和魯巴伊趨於完善。
|          | 觀此雲朵，它如悲傷之人在哭泣 呻吟般的雷聲，像個心碎的戀人。 偶爾太陽從雲層後面窺視 就像一個閃躲警衛的囚犯。 |
| ——魯達基 | |

另一位著名的詩人是沙希德·巴克希，他出生於巴爾赫附近的賈克胡達納克村。人們對於他的生平所知不多，但他被認為是納斯爾二世宮廷中最好的詩人之一，也是當代最好的學者之一。他是魯達基的學生，並且與魯達基維持密切關係。他在魯達基過世之前的公元936年去世。魯達基為他逝去感到悲傷，隨後寫了一首充滿情感的輓歌。
達齊齊是圖斯當地人，他的職業生涯始於石汗那的穆赫塔基德家族統治者阿布·穆紮法爾·伊本·穆罕默德（Abu'l Muzaffar ibn Muhammad）的宮廷中，後來受邀進入薩曼宮廷。在薩曼人統治時期，古代伊朗傳說和英雄傳統事蹟受到特別關注，達齊齊受到激發而開始撰寫《列王纪》，這是一部基於伊朗人悠久歷史的史詩，敘述的是古斯塔普和阿雅斯之間的爭戰故事。但直到他在公元977年去世時，也只完成其中一小部分。
然而，那個時期最傑出的詩人是菲爾多西，他於公元940年出生在圖斯的一個德干階級家庭。他年輕時期正是薩曼王朝的成長時期。當時人們對伊朗古代歷史的興趣快速增長，讓他接下延續達齊齊的寫作，他於公元994年（薩曼王朝覆亡前幾年）完成《列王纪》。他後來在公元1010年完成《列王纪》的第二版，並呈給加茲納維德王朝蘇丹伽色尼的馬哈茂德。但他的作品受到加茲納維德人的讚賞程度，不如他在薩曼王朝時期所受到的。

### 人民
在薩曼王朝統治時期，粟特人居住在扎拉夫尚山谷、卡什卡達里亞、和烏斯魯薩納。巴克特里亞人住在巴克特里亞（Tukharistan）；花剌子模人住在花剌子模（Khwarezm）；費爾干納人住在費爾干納山谷；呼羅珊人住在呼羅珊南部；塞迦人和其他早期伊朗人住在帕米爾高原及其周圍地區。所有這些都是伊朗族，操中古波斯語和新波斯語。用中亞人種學者內格馬托夫（Numon Negmatov）的話說，“這些族群是後來成為東波斯-塔吉克族裔出現，以及逐步整合的基礎。”

### 語言
薩曼王朝統治時期，在費爾干納、撒馬爾罕、和布哈拉的花剌子模人和粟特人地區開始發生語言上的波斯語化。波斯語的傳播，導致東伊朗方言，例如巴克特里亞語和花剌子模語的絕傳，只有少量說雅格諾比語（Yaghnobi，東伊朗方言之一）的粟特人後裔族群，仍存留在現在操波斯語的中亞塔吉克人中。原因是入侵中亞的阿拉伯-伊斯蘭军队中有波斯人，而在這些波斯人之中，有人在薩曼王朝時期統治中亞地區。薩曼王朝促使波斯語在中亞紮根。

### 知識生活
在公元9世紀和10世紀，河中地區和呼羅珊的知識生活達到甚高的水準。用內格馬托夫的話說：“在當地崛起的薩曼王朝無可避免的必須從當地知識階級中尋求支持，而培養和促進當地的文化傳統、文字、和文學。”
薩曼王朝主要的城鎮-布哈拉、撒馬爾罕、巴爾赫、梅爾夫、內沙布爾、苦盞，邦吉卡斯（Bunjikath）、胡爾布克、鐵爾米茲等城市成為帝國的主要文化中心。來自許多穆斯林國家的學者、詩人、藝術家，以及其他教育人士聚集在薩曼王朝都城布哈拉，為創造性思維的繁榮提供沃土，让這個城市成為東方世界中最傑出的文化中心之一。有座被稱為 “Siwānal-hikma”（“智慧之倉”）的圖書館在布哈拉建立，以其各類豐富的藏書而聞名於世。

### 藝術

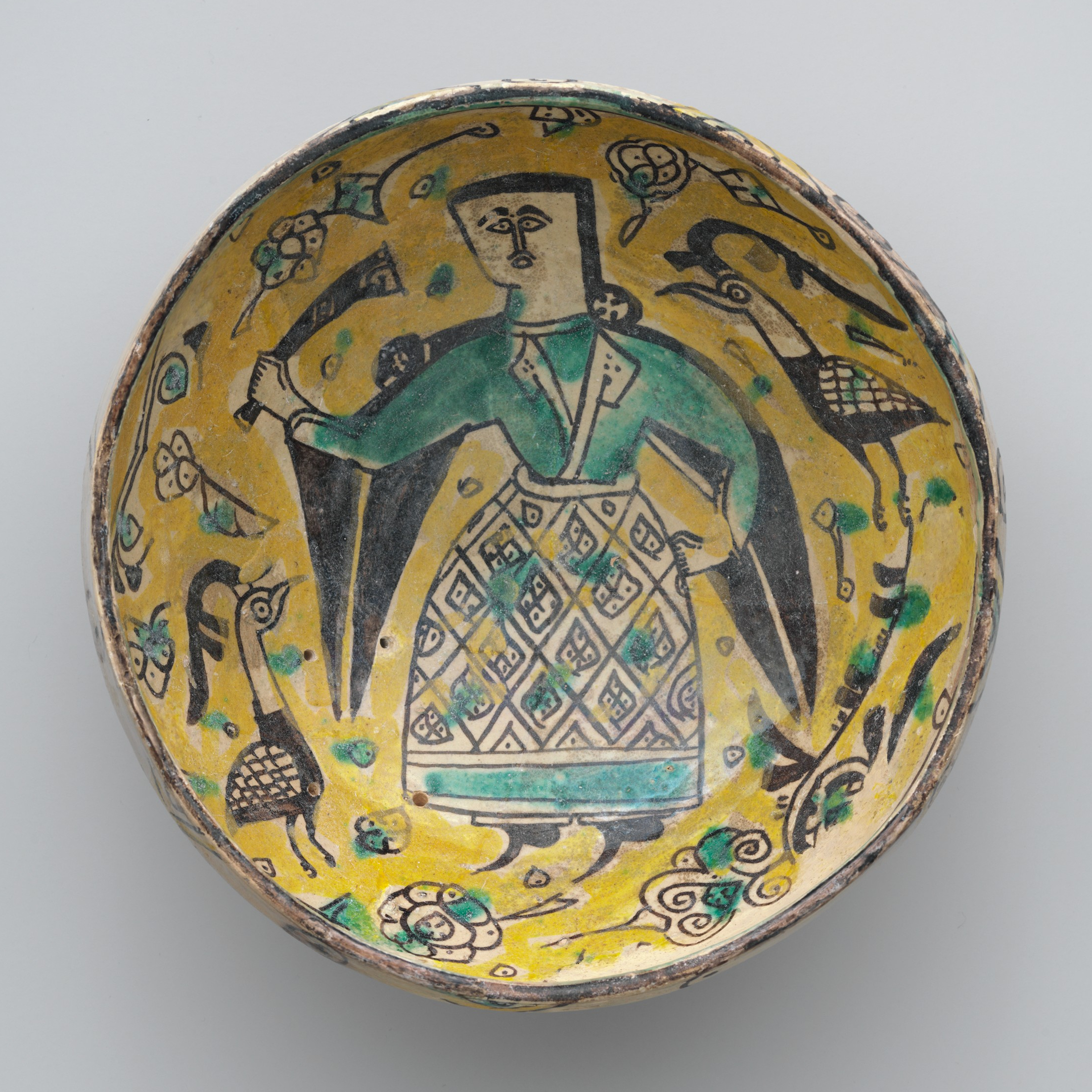
薩曼王朝時期畫有人物的陶製器皿。

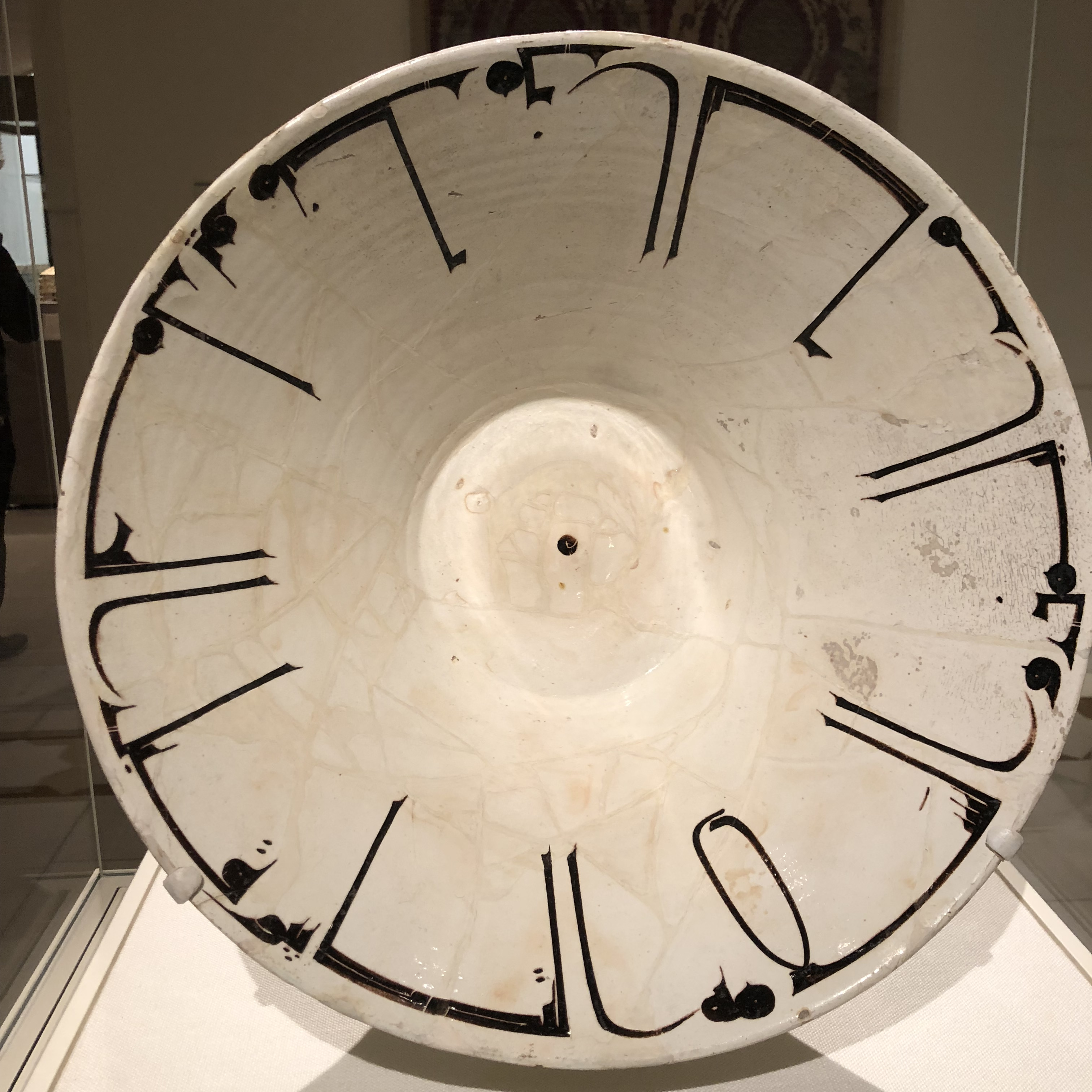
繪有阿拉伯書法銘文的陶碗

由於20世紀中葉在伊朗內沙布爾進行的大量發掘，那些目前被世界各地收藏的王朝時期的陶器，充分展現出伊斯蘭藝術品的特色。手工藝品中大部分是陶器，繪有阿拉伯諺語的書法銘文，或是色彩豐富的人物圖案。那些阿拉伯諺語經常是表達“阿拉伯”的文化價值，即好客、慷慨、和謙遜。

## 歷史遺產
波斯詩人菲爾多西在讚美薩曼人時說：
|  | کجا آن بزرگان ساسانیان ز بهرامیان تا به سامانیان |

|  | 所有偉大的薩珊君王都去了哪兒？ 從薩珊的巴赫拉姆五世到薩曼的君王，他們都發生了什麼事？ |

一位布哈拉的歷史學家，在公元943年的的著作中指出，伊斯梅爾·本·艾哈邁德：
|  | 確實是名實相符，恰如其分的偉大君王。他是一位睿智、公正、富有同情心的人，有理智，和有先見之明……他以正義和良好道德操守處理國事。凡是殘暴的，他必懲罰……處理國家事務時，他總採用不偏不倚的態度。 |

著名的塞爾柱王朝時期學者及宰相尼札姆·穆勒克在他著名的作品《國政管理》（波斯文英譯為："Book of Government"）中說，伊斯梅爾·本·艾哈邁德是
|  | 非常公正，擁有許多優點。他對上帝有純真的信仰（對他來說是力量和榮耀）。僅列舉他眾多的美德之一 - 他對貧窮者慷慨以待。 |

塔吉克的通行貨幣索莫尼即以薩曼王朝之名而命名。位於杜尚別的一家航空公司也以薩曼王朝而取名為Somon Air。此外，在前蘇聯時期，塔吉克當地被稱為“斯大林峰”和“共產主義峰”的最高山峰，也在公元1998年被正式更名為伊斯梅尔·索莫尼峰。

## 附註
1. ↑  Specifically Kirman, Sijistan, and Khorasan

## 資料來源
- Bosworth, C. E. . Iran. 1968, 6: 33–44. JSTOR 4299599. doi:10.2307/4299599.
- Bosworth, C. E. . Yarshater, Ehsan  (编). . London and New York: Routledge & Kegan Paul: 643–644. 1984. ISBN 978-0-71009-095-9.
- Bosworth, C. E. . Yarshater, Ehsan  (编). . London and New York: Routledge & Kegan Paul: 764–766. 1984. ISBN 978-0-71009-096-6.
- Bosworth, C. E. . I.B.Tauris. 2011: 1–169  [2021-08-05]. ISBN 9781848853539. （原始内容存档于2021-01-23）.
- Daniel, Elton. (2001) The History of Iran (The Greenwood Histories of the Modern Nations) Westport, CT: Greenwood Press. ISBN 0-313-30731-8, ISBN 978-0-313-30731-7
- Gutas, Dimitri. . Journal of the American Oriental Society. 1982, 102 (4): 645–650. JSTOR 601973.
- Foltz, Richard, A History of the Tajiks: Iranians of the East, London: Bloomsbury, 2019.
- Frye, R. N. . Frye, Richard N.  (编). . Cambridge: Cambridge University Press. 1975: 136–161. ISBN 0-521-20093-8.
- Houtsma, M. Th. . Brill. 1993: 579–1203  [2021-08-05]. ISBN 9789004097964. （原始内容存档于2022-06-19）.
- B. A. Litvinsky, Ahmad Hasan Dani. . UNESCO. 1998  [2021-08-05]. ISBN 9789231032110. （原始内容存档于2022-06-19）.
- Shahbazi, A. Shapur. . Yarshater, Ehsan  (编). . New York: Encyclopædia Iranica Foundation. 1996–2021  [23 January 2016].